# Pierre Pouyade
Cet article possède un paronyme, voir Pierre Poujade.
 (février 2016).
Pierre Pouyade, né le 25 juin 1911 à Cerisiers dans l'Yonne et mort le 5 septembre 1979 à Bandol dans le Var, est un aviateur (as aux huit victoires), résistant et homme politique français.

## Biographie
Enfant de troupe, il étudie à Tonnerre puis à l'École Militaire Préparatoire d'Autun (actuel Lycée militaire d'Autun) de 1924 à 1928. Après le Prytanée militaire de la Flèche, il est reçu en 1930 à Saint-Cyr où il opte pour l'aviation. Il est breveté pilote en juillet 1934. En 1935-1937, il est affecté à Chartres (future base aérienne 122 Chartres-Champhol ), à la 6e Escadre de chasse, avec le grade de lieutenant. En 1937-1939, il est capitaine, affecté à Reims, où il devient commandant à la fin de l'année 1939.
Jusqu'à octobre 1940, en tant que responsable d'escadrille de chasse de nuit pendant la campagne de France, il est crédité d'une victoire probable. Après avoir été abattu, il est transféré en novembre 1940 en Indochine alors sous l'emprise de Vichy et sous influence japonaise. Il prend en charge une escadrille. Il découvre, avec écœurement, la collaboration de plus en plus marquée des autorités françaises d'Indochine avec l'occupant japonais. Il a l'ordre d'abattre sans sommation les avions américains basés en Chine.
En 1941 et jusqu'en octobre 1942, il organise la résistance contre l'occupant nippon qui vise l'utilisation des appareils français contre les Alliés. Un avion des Tigres volants est abattu par la DCA française près de la frontière chinoise ; les autorités militaires françaises livrent le pilote aux Japonais qui l'exécutent. Bouleversé, il décide de quitter l'Indochine. Après avoir dérobé le plan complet de la défense aérienne japonaise en Indochine et laissé à son commandant une lettre « corsée », la police japonaise à ses trousses, il s'empare d'un avion et fuit vers le nord en direction de la Chine le 2 octobre 1942, en partant de la base de Bach M'ai sous contrôle japonais aux commandes d'un Potez 25, totalement dépassé, lent et poussif. À court de carburant, il effectue un atterrissage forcé sur un terrain de fortune à Mongtzeu, au sud de Kunming, dans le Yunnan. Il est alors recueilli par des Tigres Volants et contacte les FFL à Chongqing. En novembre 1942 commence alors un périple de cinq mois.
Grâce à l'aide de son camarade de promotion de Saint-Cyr Jacques Guillermaz et du général américain Joseph Stilwell, il monte à bord d'un avion américain à destination de Calcutta. Un hydravion britannique le conduit ensuite au Caire, puis il traverse le Soudan, le Tchad, le Nigeria, où il embarque pour les États-Unis avant de traverser à nouveau l'Atlantique pour l'Angleterre via l'Islande. Il arrive à Londres en février 1943 et il est présenté au général de Gaulle par le général Martial Valin. Ce dernier le charge de trouver des volontaires pour le groupe de chasse Normandie-Niémen sur le front de l'Est, de Gaulle voulant que la France libre soit présente sur tous les fronts. En représailles à son départ pour les forces de la France libre, considérée comme une désertion par les autorités vichystes d'Indochine, il est condamné à mort par ces autorités et elles confisquent ses biens.
En juin 1943, il rejoint son poste en URSS. Le 17 juillet 1943, à la suite de la mort au combat du commandant Jean Tulasne, il prend le commandement du Groupe Normandie-Niémen jusqu'au 12 décembre 1944 où il est remplacé par le commandant Louis Delfino. En février 1945, alors qu'il est en France pour une permission, il est victime d'un accident d'automobile. En avril 1945, il est promu au grade de lieutenant-colonel.
De 1947 à 1950, Pierre Pouyade est au service du Président Vincent Auriol comme attaché de l'air. Il est ensuite attaché militaire en Argentine de 1950 à 1953. Puis il occupe de hautes fonctions à l'OTAN (1953-1956). Il est nommé général de brigade le 1er décembre 1955 en deuxième section. De 1956 à 1966, en raison de ses relations privilégiées avec l'Union soviétique, il occupe des postes importants dans l'industrie aéronautique en liaison avec cette dernière et les pays du Pacte de Varsovie. À partir de 1966, il se consacre à sa carrière politique : député UDR de Corrèze (1966-1968), puis député UDR du Var (1968-1973), et conseiller général du Var de 1967 à 1973 (Canton de Toulon-2). En 1977, il reçoit le Prix Lénine pour la paix.
De 1973 à sa mort, il est membre de la présidence de France-URSS.

## Décorations
Décorations françaises
- Grand-croix de la Légion d'honneur
- Compagnon de la Libération - décret du 10 décembre 1943
- Croix de guerre 1939–1945 (13 citations)
- Médaille de la Résistance française, avec rosette
- Médaille de l'Aéronautique

Décorations étrangères
- Ordre du Drapeau rouge (URSS)
- Médaille pour la victoire sur l'Allemagne dans la Grande Guerre patriotique de 1941-1945 (URSS)
- Ordre d'Alexandre Nevski (URSS)
- Grand Officier du Dragon d'Annam
- Commandeur de l'ordre royal de Victoria (GB)
- Commandeur de l'Étoile noire
- Croix de guerre 1939-1945

## Sources
- Journal officiel de la République française, extrait du 21 mars 1975, rue Desaix, Paris, France.
- Site de l'Ordre national de la Libération,
- Site de l'Assemblée nationale.